# Drake & Josh: Really Big Shrimp
Drake & Josh: Really Big Shrimp is een televisiefilm uit 2007, geregisseerd door Drake Bell en Steve Hoefer. De film is eigenlijk aflevering 56 en 57 van de televisieserie Drake & Josh. De hoofdrolspelers van de serie zijn Drake Bell en Josh Peck. De première was op 3 augustus 2007 en werd uitgezonden op Nickelodeon.

## Rolverdeling
| Acteur             | Personage             |
| ------------------ | --------------------- |
| Drake Bell         | Drake Parker          |
| Josh Peck          | Josh Nichols          |
| Miranda Cosgrove   | Megan Parker          |
| Nancy Sullivan     | Audrey Parker-Nichols |
| Jonathan Goldstein | Walter Nichols        |

## Verhaal
Spin City Records maakt een deal met Drake om zijn nummer, Makes Me Happy, te gebruiken om Daka-schoenen te promoten. Josh is Drakes manager en wordt, tijdens het tekenen van een contract, afgeleid door gigantische garnalen. Hierdoor heeft Josh het contract niet gelezen. In dit contract stond dat Daka alle recht had om het nummer te remixen, ook wel Creative Rights genoemd. Ondertussen trouwt Helen in The Premiere en geeft Mindy Crenshaw de baan voor assistent-manager, waar Josh al een lange tijd naar aaste. Later gaat Josh bij Spin City naar binnen en wisselt de nummers om, wat contractbreuk betekent. De jongens moeten zich melden op het kantoor, maar worden verteld dat Makes Me Happy een nummer één hit is. Het contract wordt afgeblazen en Drake krijgt inderdaad een nummer één hit.

## Trivia
- Naast The Premiere bevindt zich Schneider's Bakery, het bedrijf van producer en schrijver van deze serie Dan Schneider.
- Een film die draait in de bioscoop heet 'Now She's Carly', wat refereert aan Miranda Cosgroves iCarly serie.
- De Daka-schoenen, waarvoor Drake zijn nummer promoot, worden ook gebruikt in een aflevering van iCarly.